# Uddabh Barman
Uddabh Barman – indyjski polityk.
W 1991 dostał się do Lok Sabhy. Pięć lat później uzyskał reelekcję. Był również posłem do zgromadzenia ustawodawczego Assamu (wybrany w 2006). Jest członkiem Komitetu Centralnego KPI (M).